# Pahar Büchner

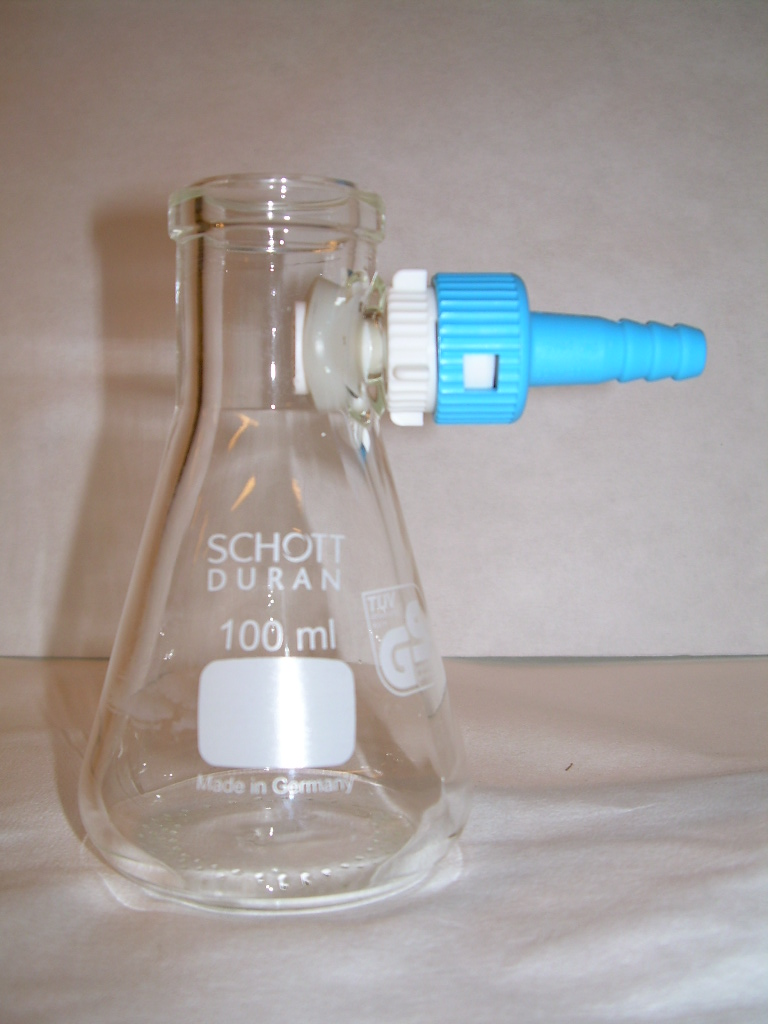
Pahar Büchner

Un pahar Büchner, de asemenea, cunoscut și sub denumirile de: vas de trompă, balon de vid, balon filtru, braț-lateral sau balon Kitasato, este un pahar cu pereți groși, Erlenmeyer cu un tub de sticlă scurt și  furtun proeminant de aproximativ un centimetru de la gât.